# Wilfried Mostinckx
Wilfried Mostinckx, né le 31 mars 1958 à Berchem-Sainte-Agathe, est un journaliste et commentateur sportif belge de langue néerlandaise.
Il a notamment travaillé pour la VRT, Kanaal Twee et Proximus,.